# Mausohr-Wochenstube bei Barsinghausen
Die Mausohr-Wochenstube bei Barsinghausen ist ein als FFH-Gebiet gemeldetes und somit geschütztes Objekt in der niedersächsischen Region Hannover. Es liegt im Barsinghäuser Stadtteil Groß Munzel.

## Beschreibung
Der Turm bzw. der Dachboden der 1804 erbauten Michaeliskirche in Groß Munzel werden in den Sommermonaten von einer Kolonie der geschützten Großen Mausohren bewohnt. Als Lebensraum dient unter anderem der lichte Baumbestand in Groß Munzel und im Verlauf der Südaue.
Der Bestand wird mit bis zu 250 Tieren angegeben.
Seit  2013 wurden im Sommer nachmittags bis abends mittels einer Infrarotkamera und -beleuchtung Bilder der Fledermäuse aus dem Turm auf einen von außen sichtbaren Monitor im benachbarten Gemeindehaus übertragen.

## Belege
1. ↑  
Landschaftsrahmenplan der Region Hannover. Stand 2013. pdf; 16,4 MB. Region Hannover. Fachbereich Umwelt. Team Naturschutz 36.04, 36.05 AG Landschaftsrahmenplan, S. 511–514, abgerufen am 13. Mai 2015.
2. 1 2 3  
Kamera überträgt das Leben der Fledermäuse aus dem Kirchturm. www.haz.de, 17. Juli 2013, ehemals im Original (nicht mehr online verfügbar); abgerufen am 21. Februar 2016. (Seite nicht mehr abrufbar. Suche in Webarchiven)
3. ↑  
BFN-Steckbrief: Natura-2000-Gebiet Mausohr-Wochenstube bei Barsinghausen
4. ↑  
Dietmar Drangmeister: An der Schwelle: Ein Naturführer für die Region Hannover. ibidem, Hannover 2015, ISBN 978-3-8382-0820-6, S. 105 (eingeschränkte Vorschau in der Google-Buchsuche).